# Thismia brunonis
Thismia brunonis är en enhjärtbladig växtart som beskrevs av William Griffiths. Thismia brunonis ingår i släktet Thismia och familjen Burmanniaceae.
Artens utbredningsområde är Burma. Inga underarter finns listade i Catalogue of Life.